# Contact ohmique

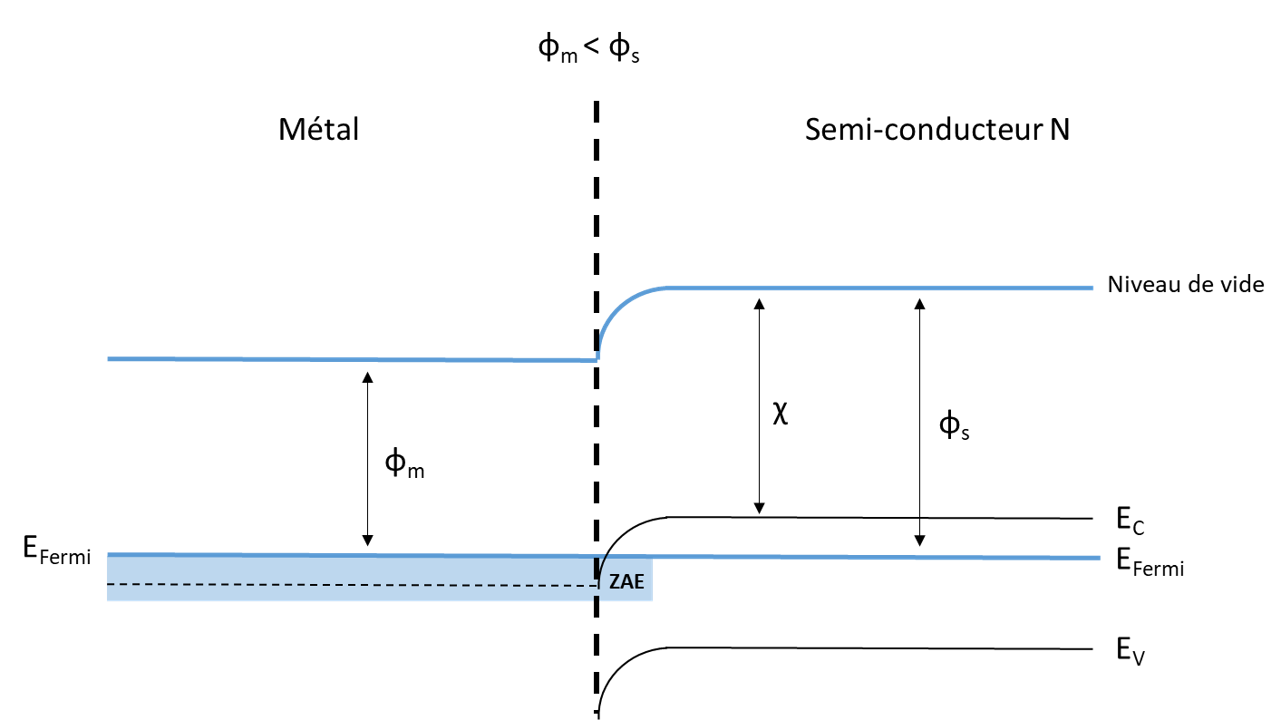
Schéma de bandes du métal et du semi-conducteur en interaction où Φm < Φs

Un contact ohmique est un contact métal-semi-conducteur avec une très faible résistance de contact. Il est dit ohmique lorsque le courant I est proportionnel à la tension V avec un facteur de proportionnalité {\displaystyle 1/Rc}. La résistance spécifique de contact rc est le produit de Rc par la surface de contact.
La réalisation de contacts ohmiques performants, c’est-à-dire ayant une caractéristique I(V) linéaire et peu résistif, est une condition nécessaire au bon fonctionnement d’un grand nombre de dispositifs. En effet, le développement de certaines filières passe par l’optimisation de certains points cruciaux dans les briques technologiques. Dans le domaine de puissance par exemple: la brique concernant les contacts ohmiques est un point indispensable et à la fabrication de composant.
Pour cela, le contact doit être déposé sur un semi-conducteur suffisamment dopé. En effet, le dépôt d’un métal sur un semi-conducteur se traduit par la création d’une barrière à fort potentiel à l'interface. Le dopage de la couche de semi-conducteur favorise le passage des porteurs électriques par effet tunnel  .
Les contraintes d’industrialisation de la filière imposent aussi des contacts reproductibles, compatibles avec les procèdes les plus communs de la micro-électronique (notamment l’absence d’or) et une température de recuit la plus faible possible.
De plus, le recuit RTA (rapid thermal annealing) est une étape nécessaire à la formation de contact ohmique.
Le modèle Schottky-Mott présente l’avantage de prédire simplement le contact métal/semi-conducteur. Ce modèle repose sur la structure de bande entre un métal et un semi-conducteur et fait apparaître une barrière de potentiel de type Schottky.
Il existe différents modes de conduction qui permettent aux électrons de franchir cette barrière.
Le contact métal/semi-conducteur est décrit par le modèle Schottky-Mott. Deux comportements différents, redresseur (aussi appelé Schottky) ou ohmique, peuvent apparaitre selon le signe de la différence entre les travaux de sortie du métal et du semi-conducteur et/ou le type de dopage du semi-conducteur considéré.
On se place dans le cas d’un semi-conducteur de type n.
Dans le cas du contact ohmique, le travail de sortie du métal Φm est inférieur à celui du semi-conducteur.
Lors de la mise en contact des deux matériaux, les électrons présents dans le métal passent dans le semi-conducteur pour réaliser l’équilibre thermodynamique. Une zone d’accumulation d’électrons (ZAE) se forme donc dans le semi-conducteur, provoquant la courbure des bandes vers le bas. Il n’y a donc aucune barrière de potentiel qui limite la circulation des électrons. Ceux-ci peuvent aisément passer du métal au semi-conducteur, et vice-versa, sous l’effet d’une polarisation quelconque. Il en résulte un contact de type ohmique dont la caractéristique courant-tension est linéaire .
Dans le cas d’un semi-conducteur p, les relations s’inversent. Le contact de type ohmique est observé pour Φm > Φs.
A l'interface se forme une barrière de potentiel s'opposant au passage du courant. Trois mécanismes principaux régissent l'expression du courant :
1. Le franchissement de la barrière par émission thermoionique dominant dans les semi-conducteurs peu dopés ({\displaystyle Nd<10^{17}cm^{-3}}). La zone désertée qui se forme près du contact est étendue. Elle joue le rôle d'une barrière de potentiel large, ce qui rend le passage par effet tunnel peu probable.
2. Le franchissement de la barrière par effet tunnel assisté thermiquement, dans le cas des semi-conducteurs moyennement dopés. L'émission thermo-ionique et l'effet tunnel jouent alors un rôle important dans les mécanismes de conduction.
3. Le franchissement de la barrière par effet tunnel pur, qui intervient dans le cas des semi-conducteurs fortement dopés ({\displaystyle Nd>10^{18}cm^{-3}}). Le semi-conducteur étant très dopé, la zone déserte est plus petite et donc la probabilité de passage par effet tunnel pur n'est plus négligeable, entraînant un mode de conduction par effet tunnel prédominant.

Pour connaître l'importance relative de ces phénomènes, T. C. Shen, G. B. Gao et H. Morkoç introduisent un terme E00 qui permet de définir l'importance relative des mécanismes de conduction :
où q est la charge électrostatique élémentaire, h la constante de Planck, Nd la concentration en atomes donneurs, {\displaystyle \varepsilon _{r}} est la constante diélectrique du semi-conducteur, me la masse effective d'un électron. Dans le cas d'un dopage de type p, il suffit de considérer la concentration en atomes accepteurs et la masse effective des trous.
- Lorsque {\displaystyle E_{00}\ll kT} (faible dopage), la conduction est thermo-ionique avec une résistance spécifique de contact rc proportionnelle à {\displaystyle {\begin{matrix}{\frac {q\Phi _{B}}{kT}}\end{matrix}}}, {\displaystyle \Phi _{B}} étant la barrière de contact.

- Pour {\displaystyle E_{00}\approx kT\,\!} (dopage intermédiaire), les mécanismes émission thermo-ionique et tunnel coexistent avec une résistance rc au franchissement de la barrière du type

- Enfin, lorsque {\displaystyle E_{00}\gg kT} (dopage élevé), la conduction est dominée par effet tunnel. Dans ce cas, la résistance spécifique de contact rc dépend fortement de la concentration en dopant, et est proportionnelle à